# Dom St. Petri (Bautzen)

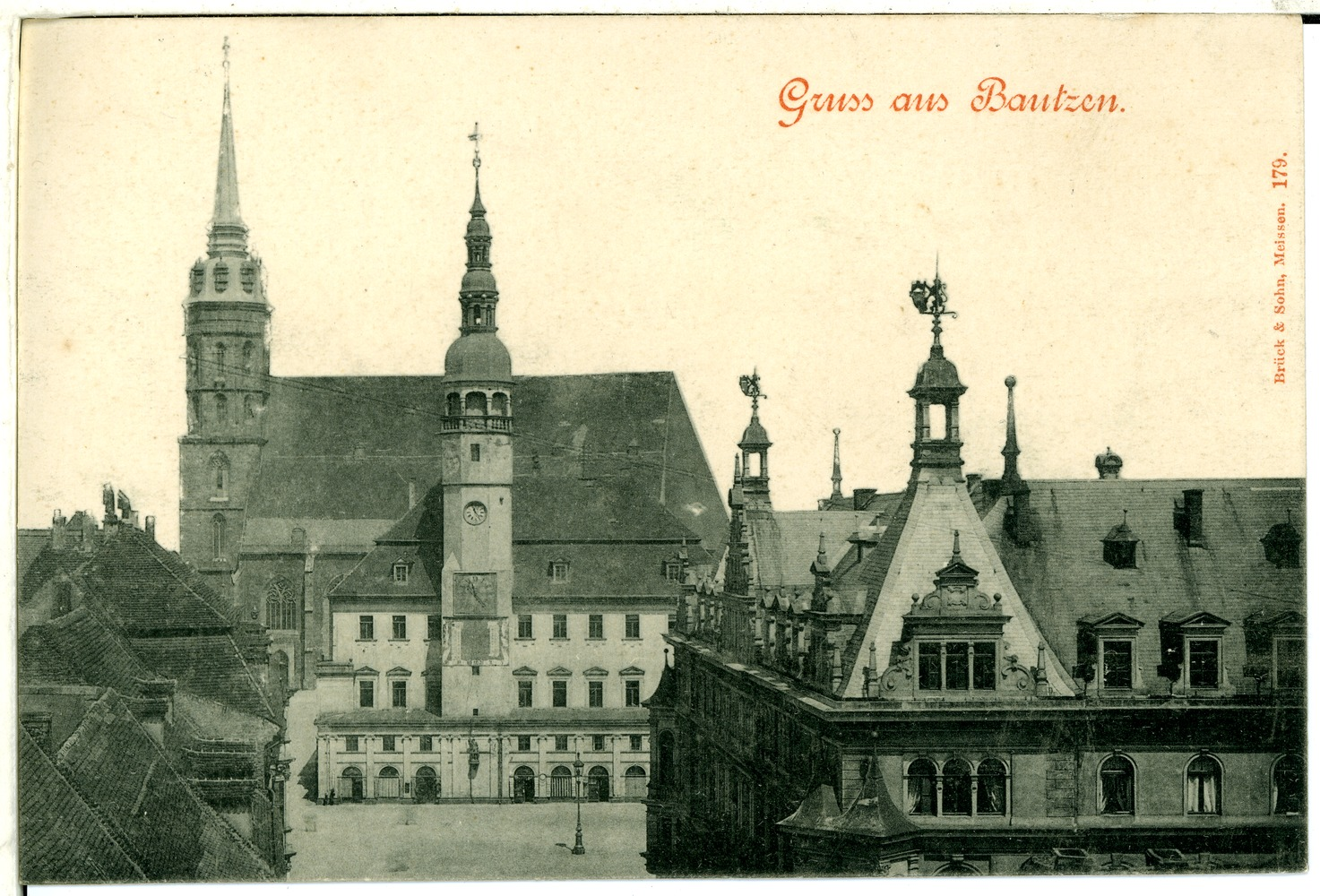
Ähnliche Ansicht (1898)

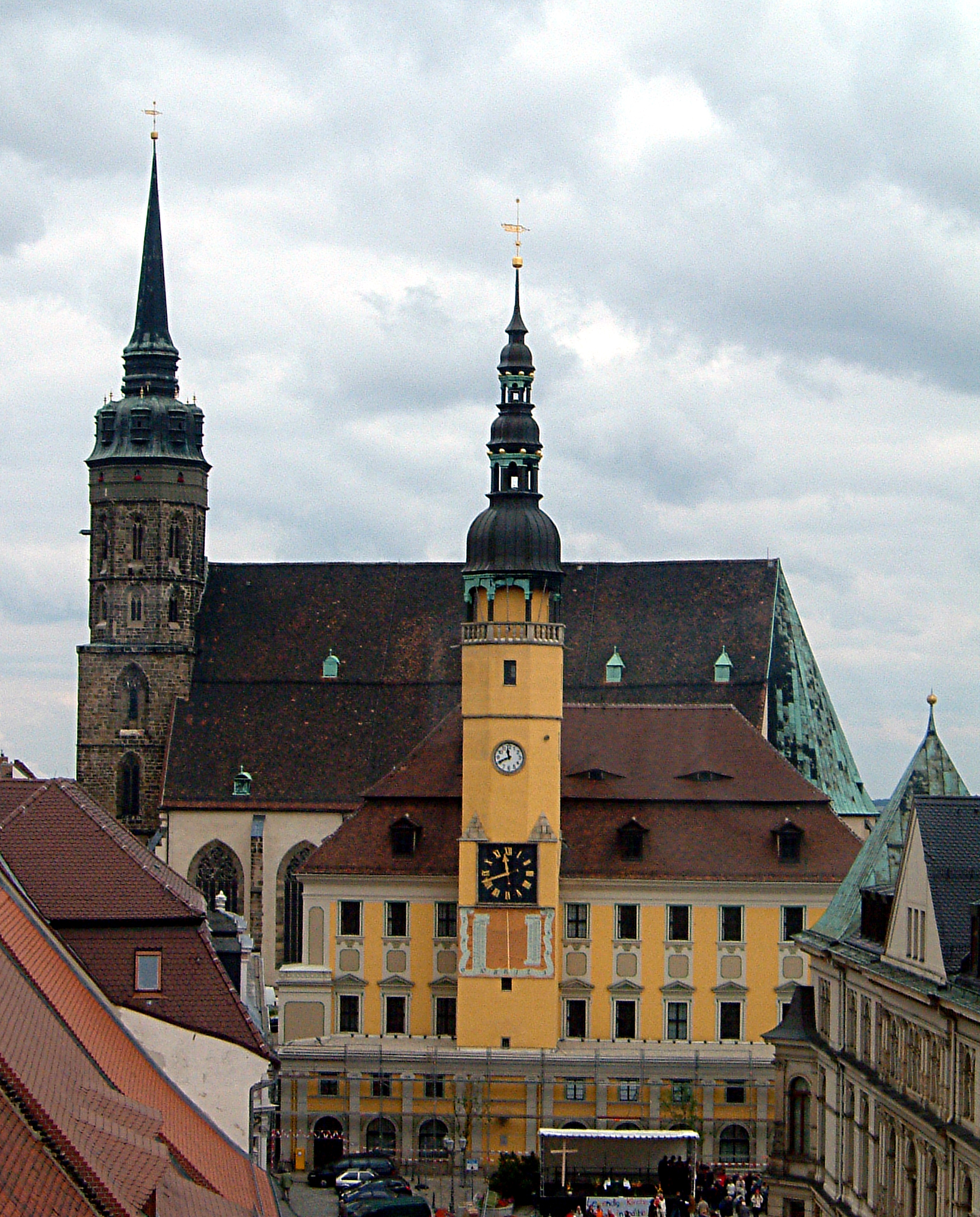
Südansicht von St. Petri mit Rathaus (2008)

Der Dom St. Petri zu Bautzen, obersorbisch Tachantska cyrkej swj. Pětra, ist eine der größten Simultankirchen Deutschlands und das höchste Bauwerk in Bautzen. Er zählt zu den wichtigsten Kirchenbauten Sachsens und ist der älteste Kirchenstandort der Oberlausitz. Der Dom befindet sich am Fleischmarkt in der Bautzener Altstadt, gegenüber dem Rathaus. 
Der Dom ist die Konkathedrale des Bistums Dresden-Meißen.

## Baugeschichte
Bereits um das Jahr 1000 ließ Graf Eido von Rochlitz an der Stelle des heutigen Doms eine erste Pfarrkirche errichten. Nach 1213 (laut Georg Fabricius), wahrscheinlich erst um 1217/18, erfolgte die Gründung des Kollegiatstifts St. Petri. Am 24. Juni 1221 wurde der Chor des Baus geweiht. Einige Bauteile sind noch aus dieser Zeit erhalten, so zum Beispiel das Westportal. Baukundliche Grabungen haben auch bei der letzten Restaurierung nicht stattgefunden. 1430 erhielt der Dom seine heutige Gestalt. 1456/63 wurde der spätgotische Hallenbau um ein südlich gelegenes viertes Schiff erweitert. Nach dem großen Stadtbrand von 1634 wurde das Innere im barocken Stil gestaltet. 1664 wurde der Turm mit einer Barockhaube versehen. Der Dom wurde in seiner Geschichte mehrfach restauriert. Vor wenigen Jahren wurde die Fassade des Doms neu verputzt und gestrichen. Danach folgte ab 2013 eine umfangreiche Innensanierung. Am 14. November 2015 wurde der Dom mit einem ökumenischen Gottesdienst wieder eröffnet. Es folgte eine Festwoche, zu der die beiden Gemeinden einluden.

## Besonderheiten

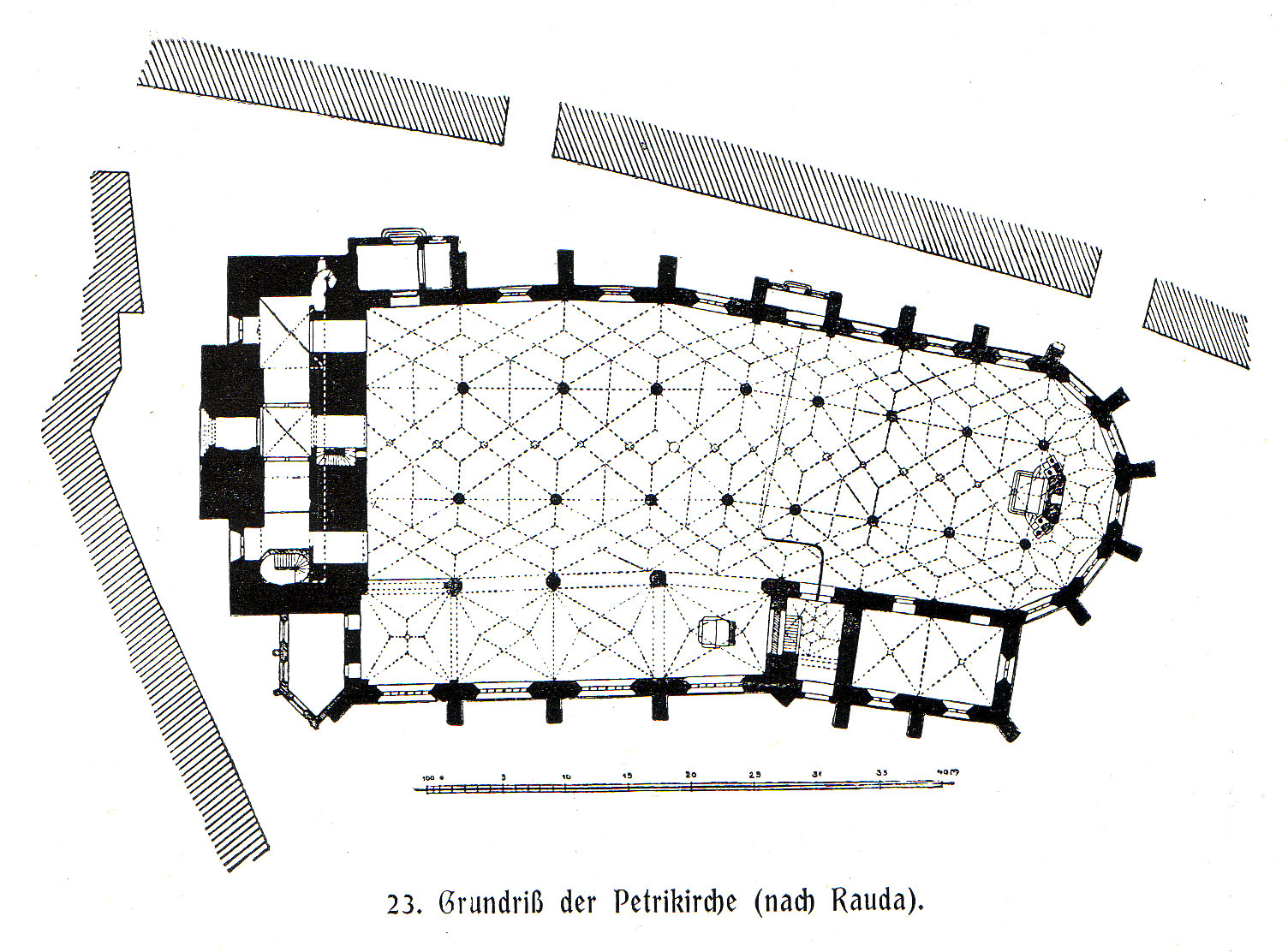
Grundriss von 1825 mit Achsenknick

Nach der Reformation wurde der Dom 1524 de facto Simultankirche (römisch-katholisch und evangelisch-lutherisch). Er war damit die erste Simultankirche Deutschlands und eine von drei derartigen Kirchen in Ostdeutschland. Nach langen Streitigkeiten zwischen Lutheranern und Katholiken schlossen der Bautzener Rat und das Domstift 1543 einen ersten Vertrag, der die Nutzung der Kirche durch beide Konfessionen regelte. Dabei wurde der Chor für den katholischen, das Langhaus für den evangelischen Gottesdienst bestimmt. Die Grenze verlief am Lettnergitter. Weitere Verträge folgten noch im 16. Jahrhundert zu Zeiten des Domdekans Johann Leisentrit, unter anderem auch über externe Besitzungen, wie die Pfarrei Gaußig. Während des Böhmischen Aufstands (1619/20) wurde das katholische „Kollegiatkapitel St. Petri“ für eine kurze Zeit aus dem Dom vertrieben. Danach wurde der alte Zustand wiederhergestellt.
Papst Benedikt XV. errichtete 1921 das Bistum Meißen mit Sitz in Bautzen wieder. Der Dom war nun die Bischofskirche (Kathedrale). Seit der Verlegung des Bischofssitzes nach Dresden 1980 ist der Bautzner Dom Konkathedrale des Bistums Dresden-Meißen.
Der Dom St. Petri gehört zu den Kirchenbauten mit einem stark ausgeprägten Achsenknick. Für diese Abweichung von der geraden Linie gibt es verschiedene Erklärungen, von denen jedoch keine als sicher angenommen werden kann. Eine von ihnen ist, dass der Dom zu Beginn anstelle bzw. auf den Grundmauern einer anderen Kirche gebaut wurde und man sich bei der Erweiterung der Kirche an den umliegenden städtebaulichen Gegebenheiten orientierte.
Zudem war augenscheinlich der Bau eines zweiten Kirchturms vorgesehen. Dies ist insbesondere an der asymmetrischen Bauweise zu erkennen, wenn man vor dem Haupteingang an der Längsseite am Bauwerk hinaufschaut.
Am Turm befindet sich ein außenliegender Aufzug, der vom Türmer zum Heraufziehen seiner Einkäufe benutzt wird. Mit Stand 2014 wohnt noch immer ein Türmer auf dem Turm.
Der 83 m hohe Domturm kann an einigen Wochenenden als Aussichtsturm bestiegen werden. Nach 238 Stufen erreicht man das Aussichtsgeschoss über der Türmerstube in ca. 53 m Höhe und befindet sich auf dem höchsten für die Öffentlichkeit zugänglichen Punkt der Stadt.

## Ausstattung
Im katholischen Teil des Doms sind vor allem der Hochaltar von 1713 und das Kruzifix (Permoserkreuz) von Balthasar Permoser (1713) kunsthistorisch bedeutend. Das Altarretabel von Giovanni Antonio Pellegrini zeigt die Übergabe der Schlüssel des Himmelreichs an Petrus, die Mensa den Schild der Dreifaltigkeit sowie das lateinische Chronogramm HONORI TRIVNIVS DEI, ET SANCTI PETRI ALTARE SACRATVM EST – „Der Altar wurde der Ehre des Dreieinen Gottes und des heiligen Petrus geweiht“ (1771).
Das Chorgestühl mit Schnitzereien aus Eichenholz stammt aus der Zeit um das Jahr 1723. Der Kreuzaltar auf der Südseite des Chorumganges, mit einem ausdrucksstarken Kruzifixus aus Lindenholz von Balthasar Permoser, stammt aus den Jahren 1713/1714. Im südlichen Chorumgang befindet sich der Marienaltar, ein spätgotischer Flügelaltar, der ursprünglich im Südschiff stand. Auf der Nordseite des Chorumganges befindet sich der Sakramentsaltar, eine farbig gefasste Holzschnitzarbeit des böhmischen Bildhauers Jan Hajek aus dem Jahr 1783; der Altar stand ursprünglich in der katholischen Sakristei und ist bestimmt für den Empfang des Bußsakramentes und die Aufbewahrung der Eucharistie.
Im evangelischen Teil sind der Abendmahlsaltar von 1640 und die Fürstenloge von 1674 hervorzuheben.
Der Abendmahlsaltar im Südschiff stammt von einem unbekannten Bildschnitzer aus Zittau und entstand um das Jahr 1640; er wurde in den Jahren 1995 bis 1999 umfassend restauriert. In seinem unteren Feld ist das Abendmahl dargestellt, im Mittelfeld die Kreuzigung Christi, im oberen Teil die Auferstehung Christi, und in der Bekrönung ist Christus auf dem Regenbogen als Weltenherrscher und Weltenrichter dargestellt.
Der Dom war Begräbnisstätte für Geistliche, Mitglieder des Adels und Bautzener Bürger. An der Rückwand des Hochaltars finden sich bronzene Grabplatten des Dekans Hieronymus Ruperti († 1559) und des katholischen Priesters, Kirchenreformers und Humanisten Johann Leisentrit († 1586).
Im Jahr 2013 beauftragte das Domkapitel St. Petri den Wernigeröder Glasgestalter Günter Grohs mit der Erarbeitung einer Konzeption zur Neugestaltung der sechs Chorumgangs- und zwei Emporenfenster im katholischen Teil der Kirche. Sie wurden im Zuge der Innensanierung des Domes in den Jahren 2015–2016 von der Glasmalerei Peters, Paderborn, gefertigt und montiert.

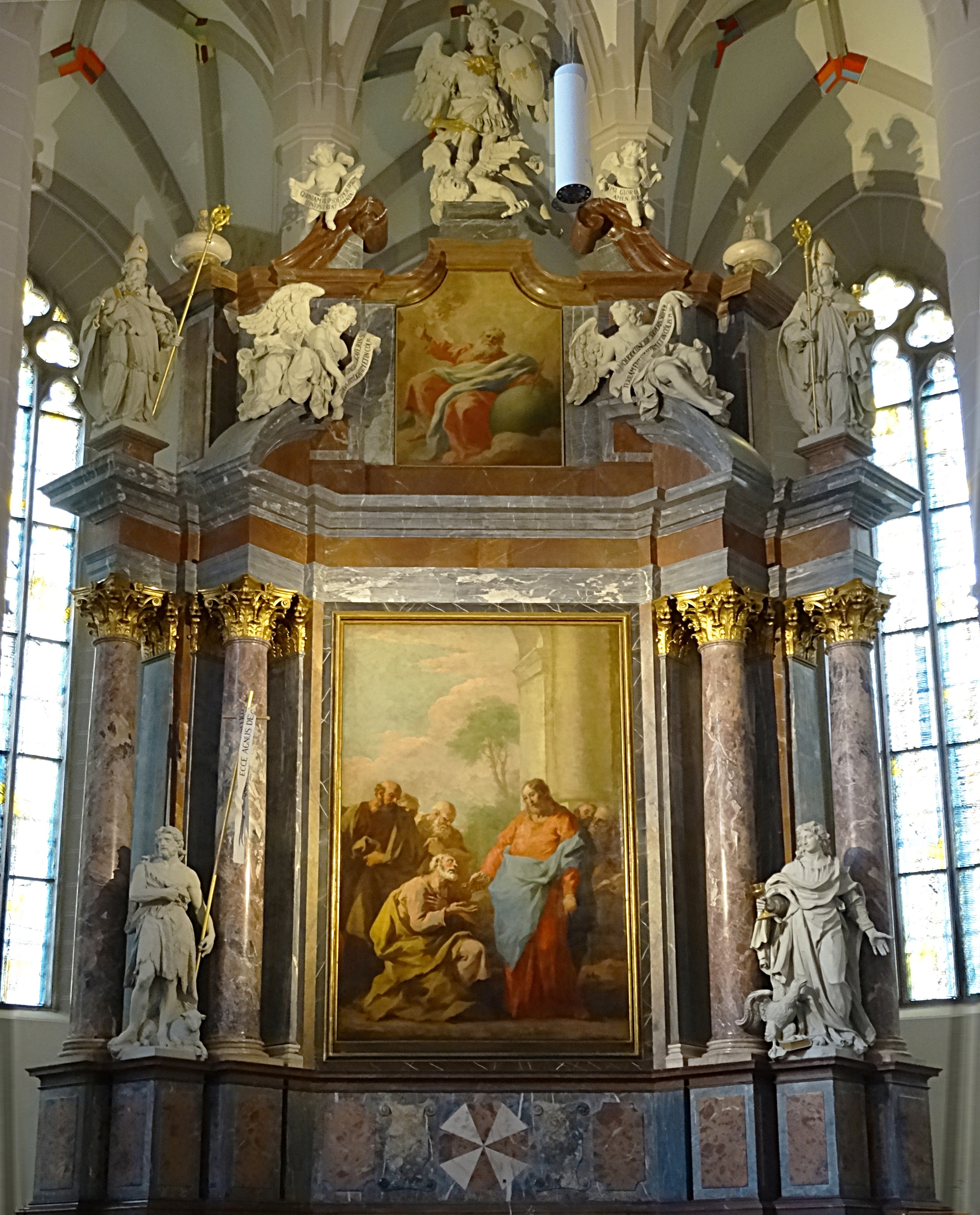
Hochaltar im kath. Teil
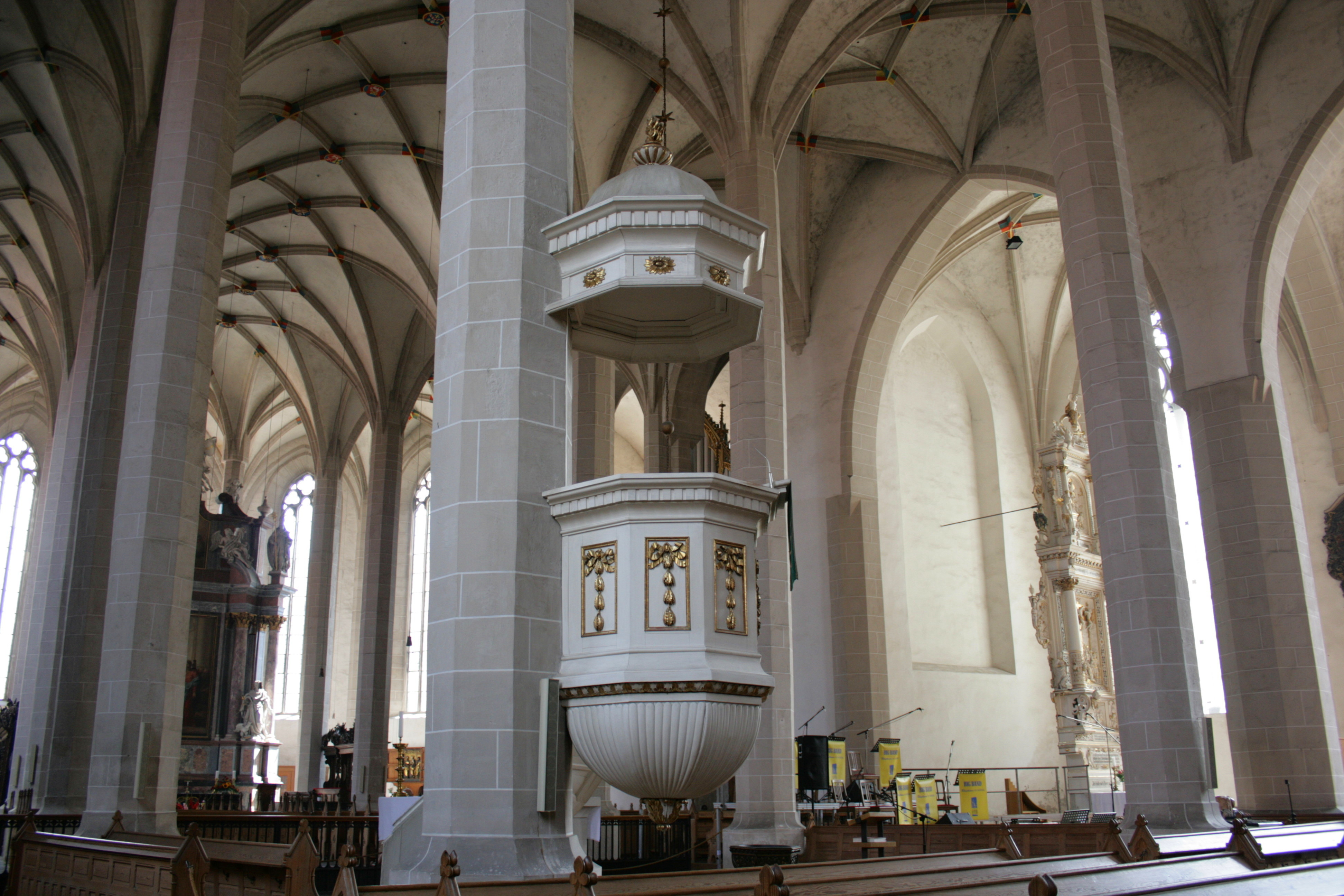
Kanzel im evg. Teil
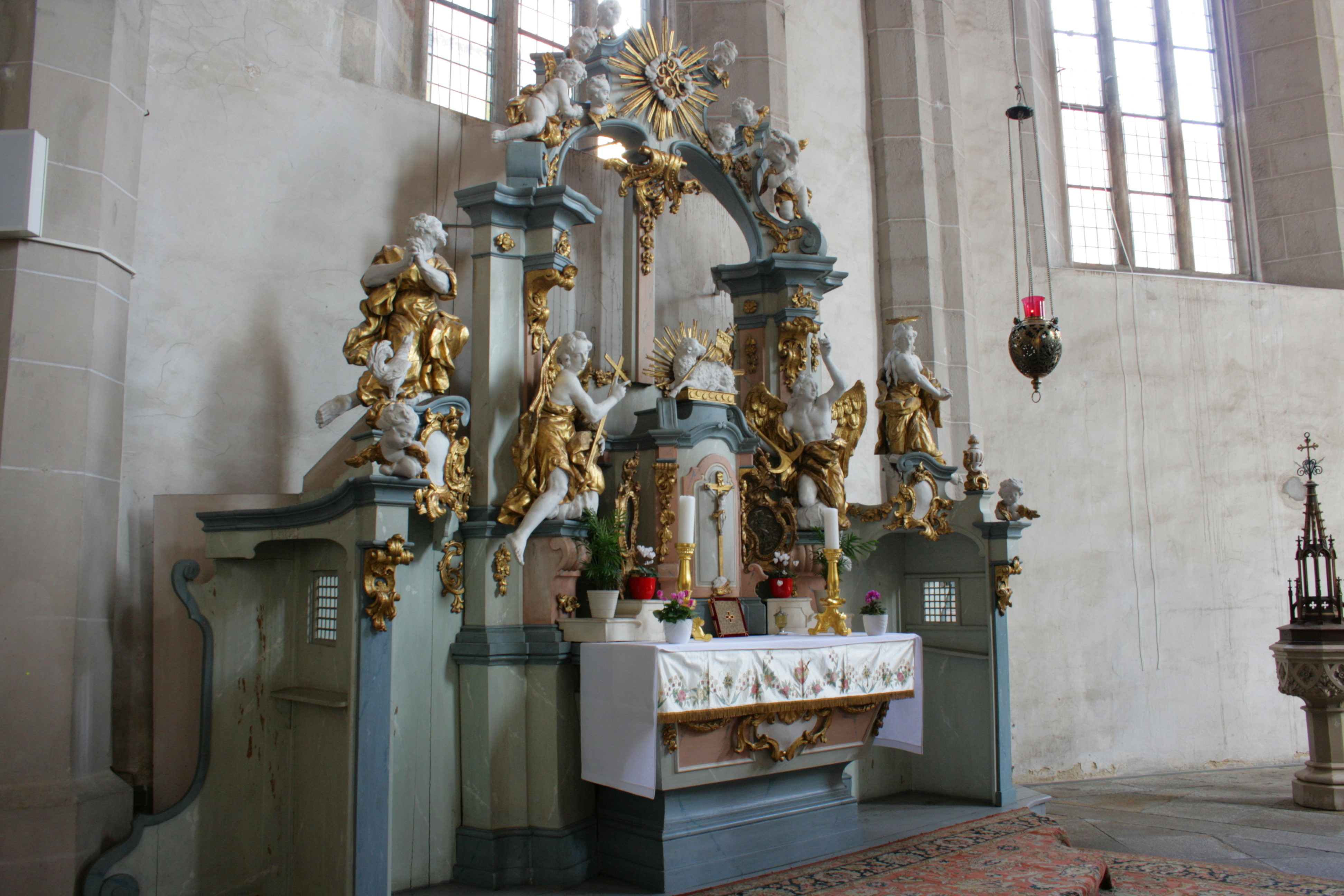
Seitenaltar, kath. Teil
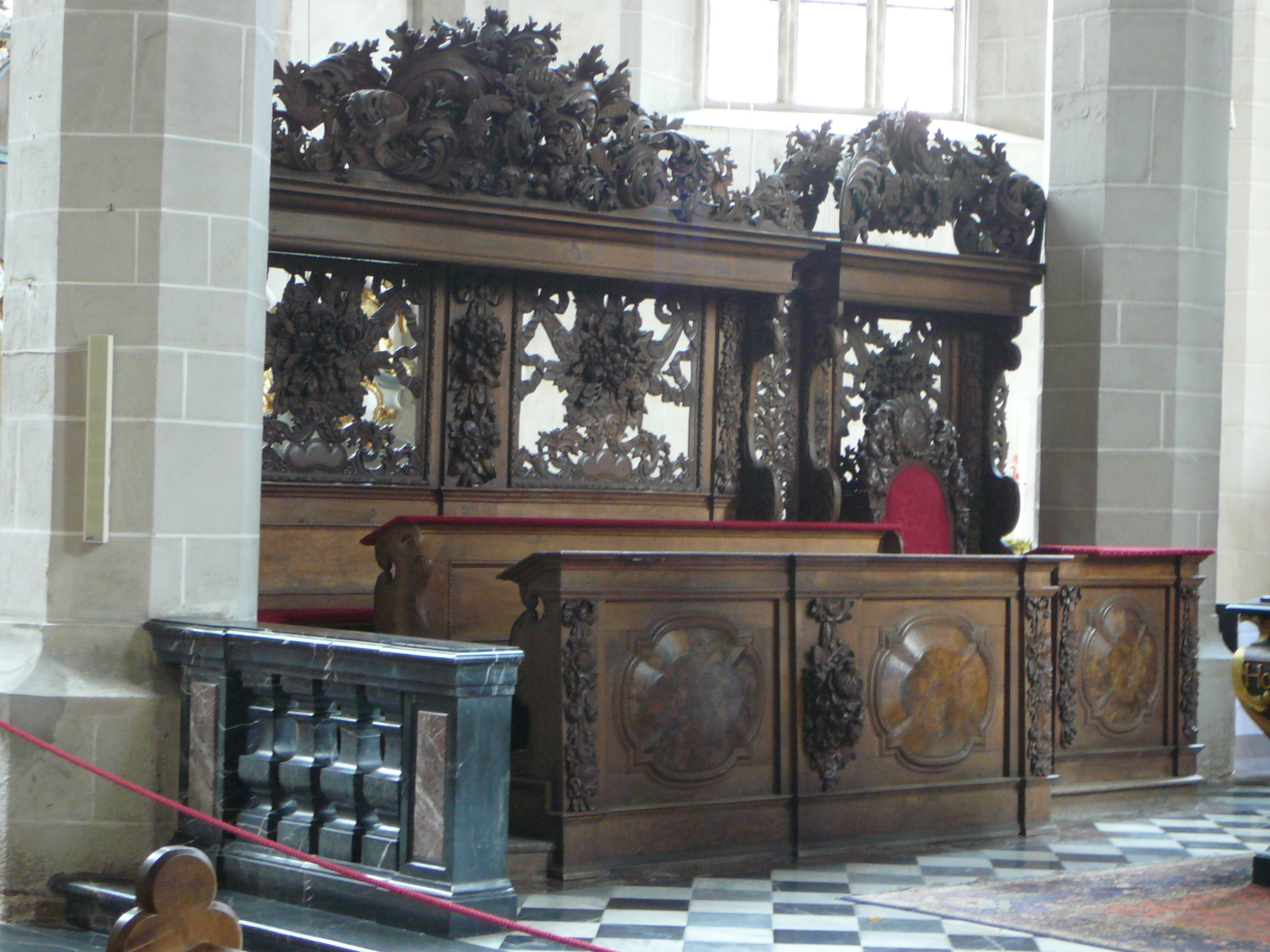
Chorgestühl
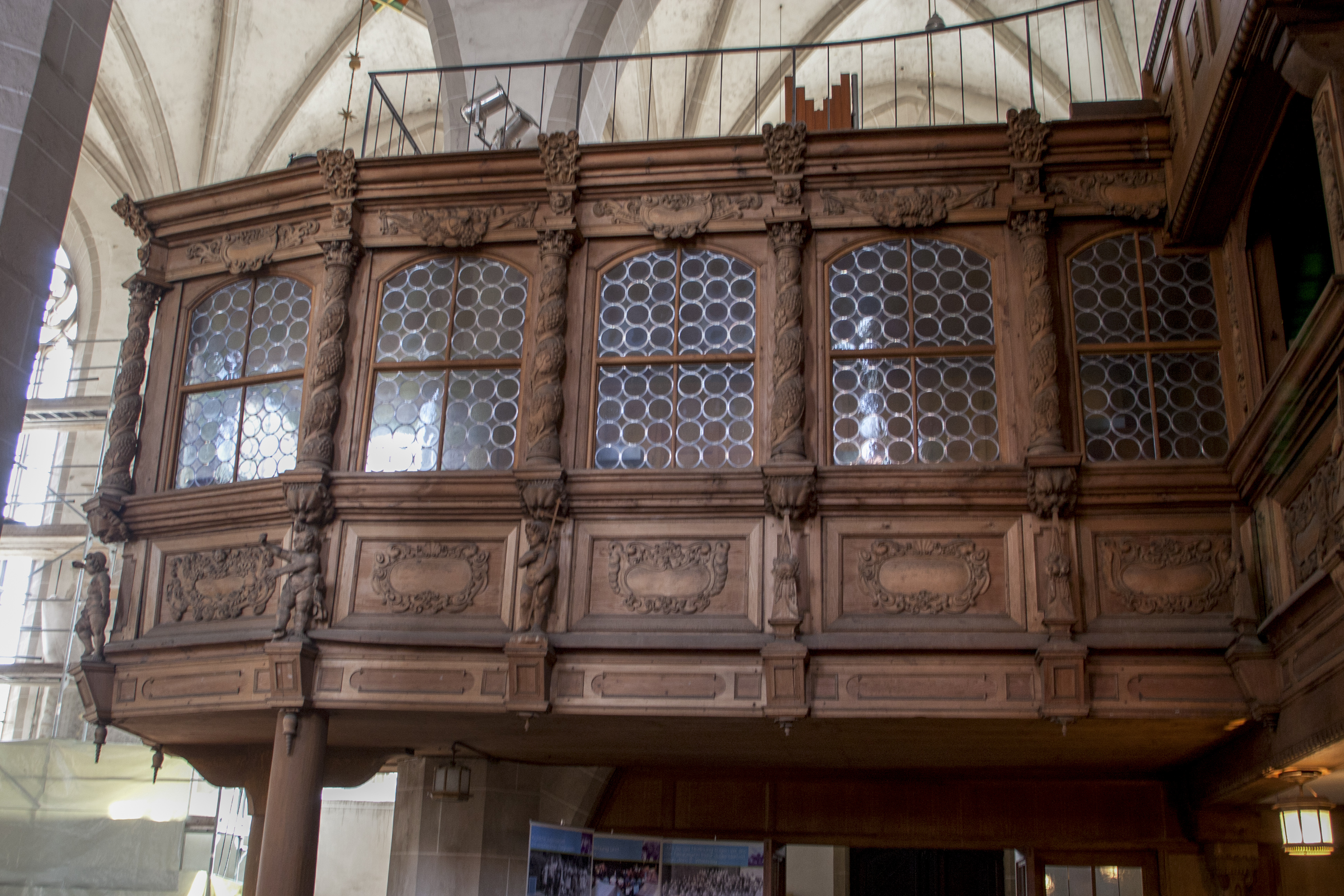
Fürstenloge
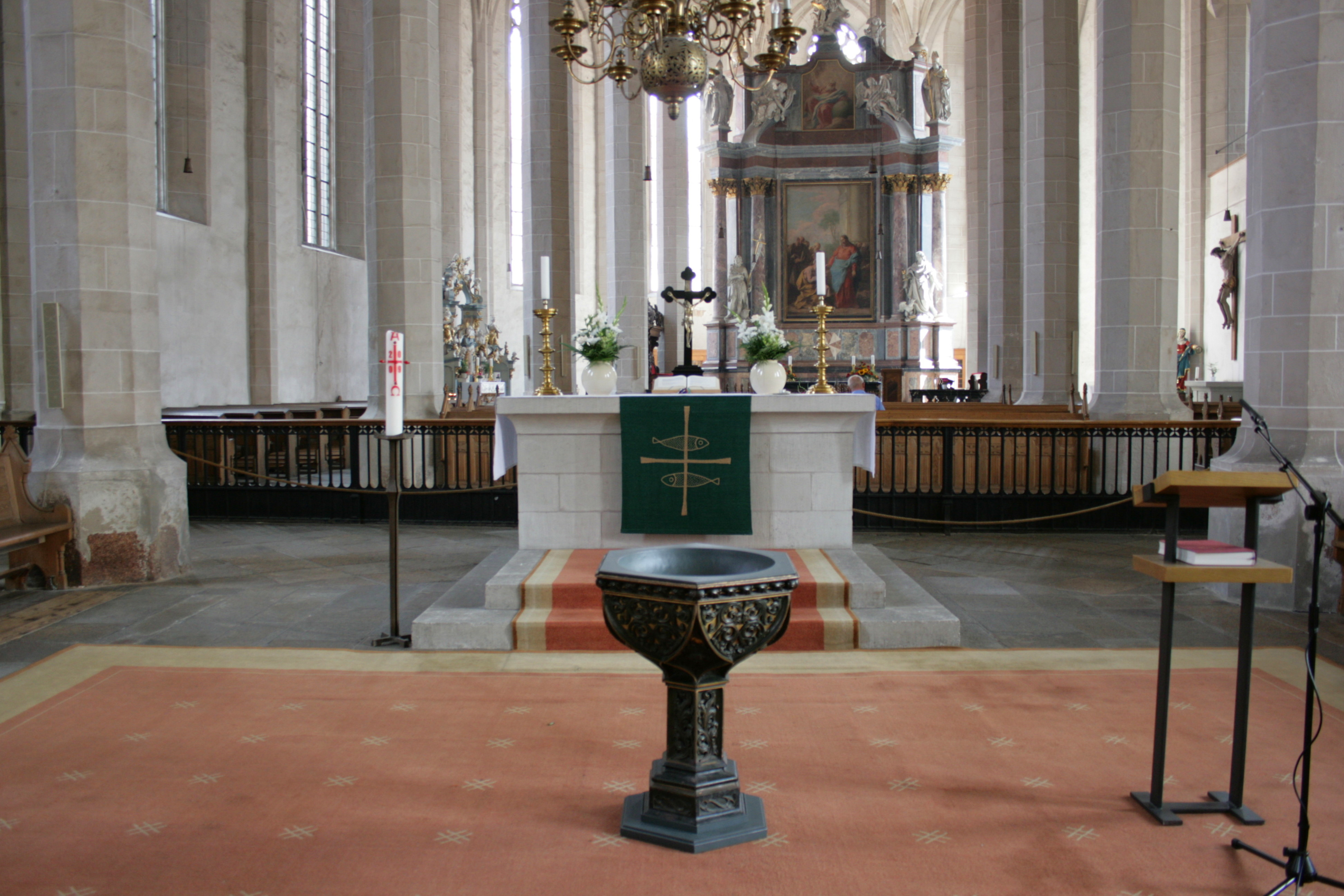
Inneres mit evg. (vorn) und kath. Altar (hinten)

## Orgeln
Der Dom beherbergt in jedem Teil auch eine eigene Orgel; beide Instrumente sind klanglich aufeinander abgestimmt.

### „Evangelische“ Orgel

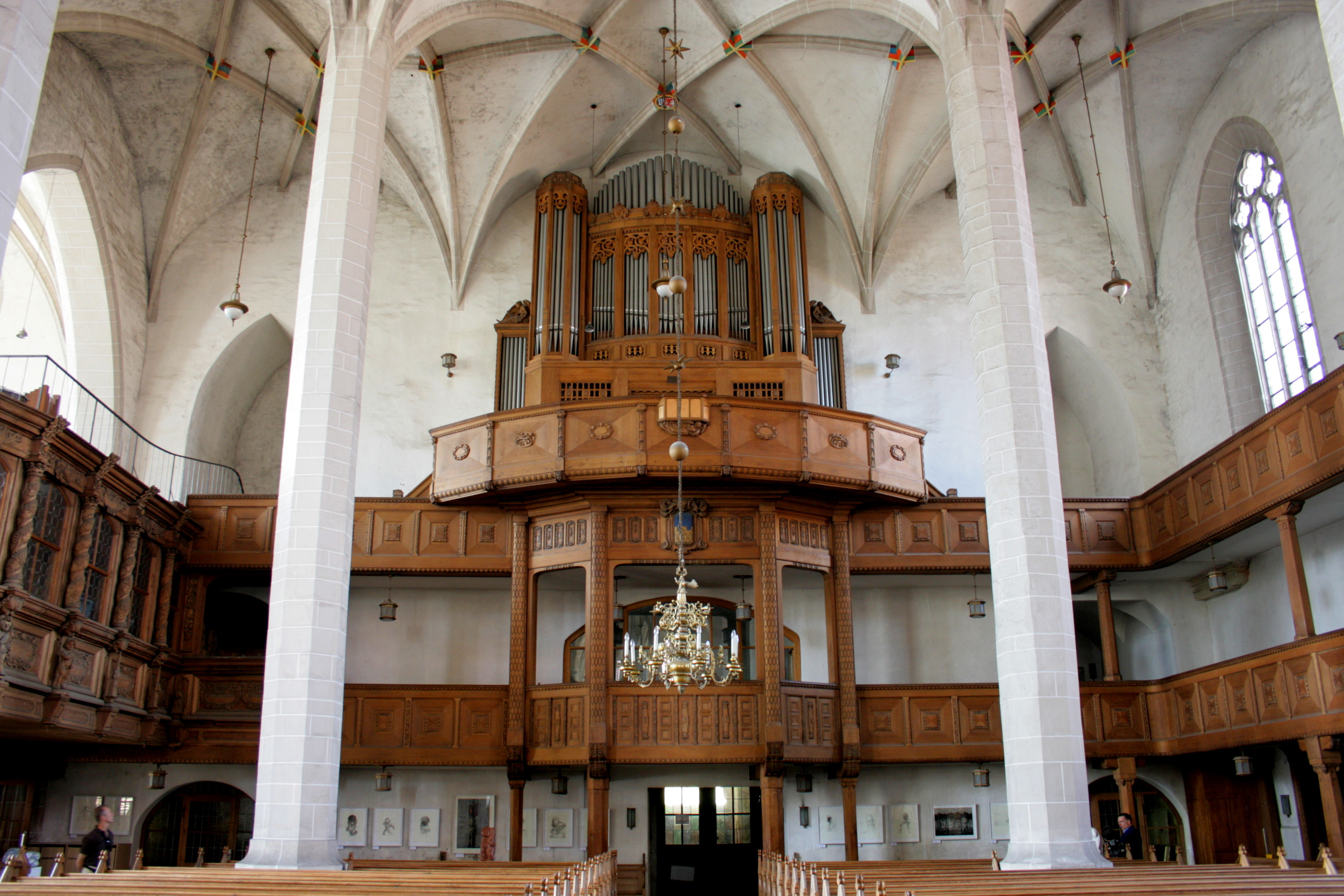
Evangelische Orgel

Die Orgel im evangelischen Teil ist eines der größten Werke der Orgelbau-Werkstatt Hermann Eule Orgelbau Bautzen. Erbaut wurde das Instrument im Jahr 1910. Die Emporenanlage und der Orgelprospekt wurden von dem Architekten Fritz Schumacher entworfen. Das Instrument hat pneumatische Taschenladen und 62 Register auf drei Manualwerken und Pedal. Es wurde 2017 durch die Erbauerfirma restauriert.
| I Hauptwerk C–c4 |                   |        |
| 01.              | Prinzipal         | 16′    |
| 02.              | Gedeckt           | 16′    |
| 03.              | Fagott            | 16′    |
| 04.              | Prinzipal         | 08′    |
| 05.              | Gambe             | 08′    |
| 06.              | Gemshorn          | 08′    |
| 07.              | Dolce             | 08′    |
| 08.              | Soloflöte         | 08′    |
| 09.              | Rohrflöte         | 08′    |
| 10.              | Trompete          | 08′    |
| 11.              | Englisch Horn     | 08′    |
| 12.              | Oktave            | 04′    |
| 13.              | Fugara            | 04′    |
| 14.              | Konzertflöte      | 04′    |
| 15.              | Waldflöte         | 02′    |
| 16.              | Rauschquinte II 0 | 02 ⁄3′ |
| 17.              | Cornett III       | 04′    |
| 18.              | Mixtur III–IV     | 02′    |

| II Schwellwerk 1 C–c4 |                   |         |
| 19.                   | Bordun            | 16′     |
| 20.                   | Flötenprinzipal 0 | 08′     |
| 21.                   | Violine           | 08′     |
| 22.                   | Konzertflöte      | 08′     |
| 23.                   | Quintatön         | 08′     |
| 24.                   | Gedeckt           | 08′     |
| 25.                   | Aeoline           | 08′     |
| 26.                   | Vox coelestis     | 08′     |
| 27.                   | Oboe              | 08′     |
| 28.                   | Oktave            | 04′     |
| 29.                   | Rohrflöte         | 04′     |
| 30.                   | Gemshorn          | 04′     |
| 31.                   | Quinte            | 02 ⁄3′  |
| 32.                   | Oktave            | 02′     |
| 33.                   | Terz              | 01 3⁄5′ |
| 34.                   | Mixtur III        | 02′     |

| III Schwellwerk 2 C–c4 |                        |        |
| 35.                    | Lieblich-Gedeckt       | 16′    |
| 36.                    | Geigenprinzipal        | 08′    |
| 37.                    | Fugara                 | 08′    |
| 38.                    | Hohlflöte              | 08′    |
| 39.                    | Salicional             | 08′    |
| 40.                    | Gedeckt                | 08′    |
| 41.                    | Fernflöte              | 08′    |
| 42.                    | Trompete               | 08′    |
| 43.                    | Klarinette             | 08′    |
| 44.                    | Prinzipal              | 04′    |
| 45.                    | Viola                  | 04′    |
| 46.                    | Offenflöte             | 04′    |
| 47.                    | Nasat                  | 02 ⁄3′ |
| 48.                    | Piccolo                | 02′    |
| 49.                    | Mixtur II–III          | 02′    |
|                        | Tremulant (für Nr. 39) |        |

| Pedal C–f1 |                |     |
| 51.        | Untersatz      | 32′ |
| 52.        | Prinzipalbass  | 16′ |
| 53.        | Violonbass     | 16′ |
| 54.        | Subbass        | 16′ |
| 55.        | Gedecktbass    | 16′ |
| 56.        | Dolcebass      | 16′ |
| 57.        | Posaunenbass 0 | 16′ |
| 58.        | Oktavbass      | 08′ |
| 59.        | Violoncello    | 08′ |
| 60.        | Flötenbass     | 08′ |
| 61.        | Trompetenbass  | 08′ |
| 62.        | Oktavbass      | 04′ |

- Koppeln (pneumatisch):
  - Normalkoppeln: II/I, III/I, III/II, I/P, II/P, III/P
  - Superoktavkoppeln: II/I, III/II,
  - Suboktavkoppeln: II/I, III/II,
- Spielhilfen: Feste Kombinationen (Piano, Mezzoforte, Choralwerk, Forte, Fortissimo, Tutti), Generalkoppeln (Nr. 69–72), Crescendowalze.

### „Katholische“ Orgel

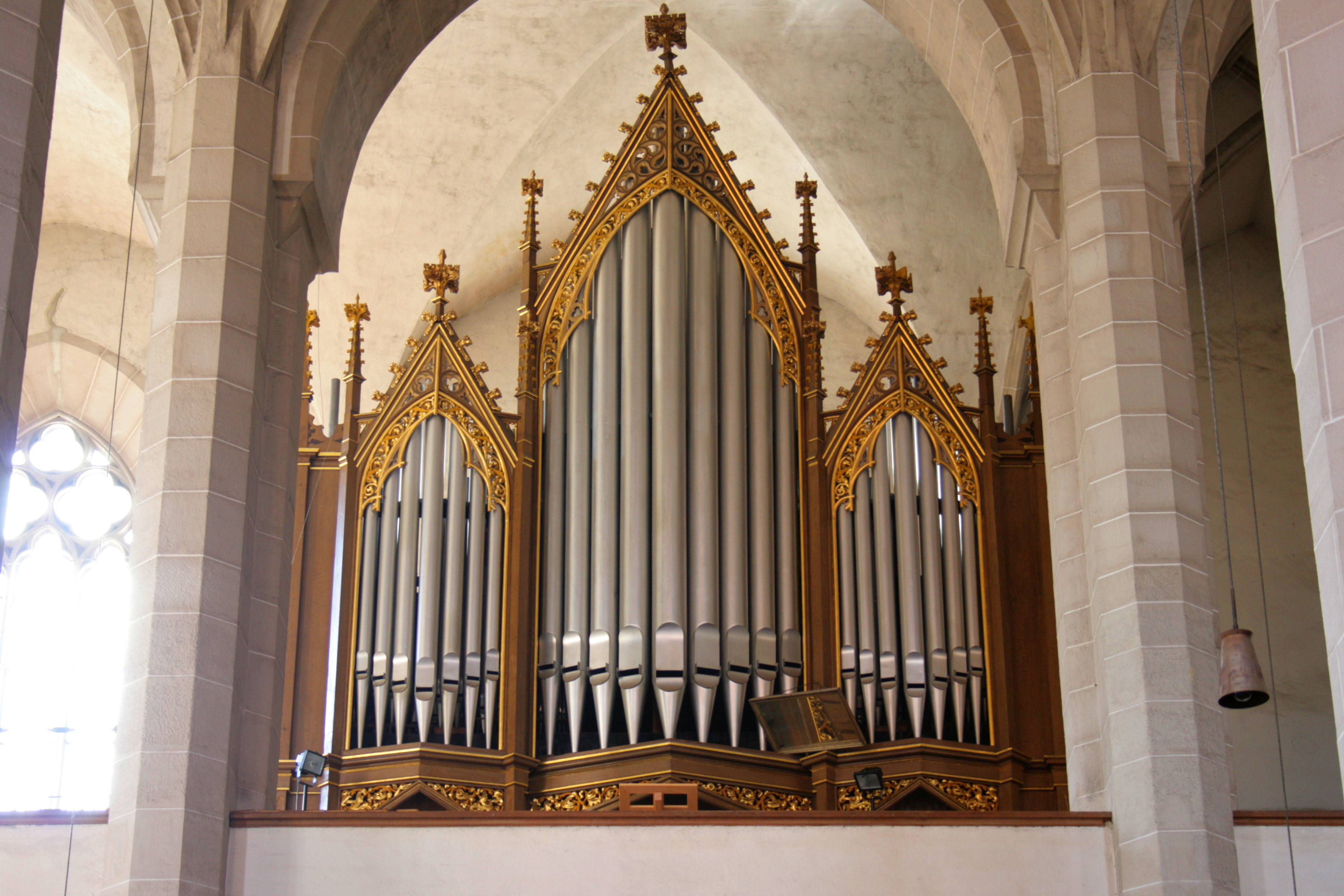
Katholische Orgel

Im katholischen Teil des Doms steht eine etwas kleinere Orgel. Sie geht zurück auf ein Instrument des Orgelbauers Leopold Kohl (Bautzen), welches 1866 erbaut worden war. 1927 wurden fast sämtliche Metallpfeifen durch die Orgelbaufirma Eule ersetzt, und die Disposition geringfügig geändert. 1938 ersetzten die Orgelbauer Gebr. Jehmlich das letzte original erhaltene Register von 1866 und fügten dem Instrument ein Zungenregister zu. In den Jahren 1985–1986 wurde die Orgel durch die Firma Eule überholt und weitgehend auf den Zustand von 1938 (bzw. 1866) zurückgesetzt. Das Schleifladen-Instrument hat 32 Register auf zwei Manualwerken und Pedal. Die Spiel- und Registertrakturen sind mechanisch.
| I Hauptwerk |                |        |
| 01.         | Principal      | 16′    |
| 02.         | Octave         | 08′    |
| 03.         | Konzertflöte 0 | 08′    |
| 04.         | Gemshorn       | 08′    |
| 05.         | Gamba          | 08′    |
| 06.         | Octave         | 04′    |
| 07.         | Spitzflöte     | 04′    |
| 08.         | Quinte         | 02 ⁄3′ |
| 09.         | Octave         | 02′    |
| 10.         | Cornett III    |        |
| 11.         | Mixtur IV      | 01 ⁄3′ |
| 12.         | Trompete       | 08′    |

| II Oberwerk |               |        |
| 13.         | Quintade      | 16′    |
| 14.         | Principal     | 08′    |
| 15.         | Gedackt       | 08′    |
| 16.         | Salicional    | 08′    |
| 17.         | Dulciana      | 08′    |
| 18.         | Octave        | 04′    |
| 19.         | Rohrflöte     | 04′    |
| 20.         | Nasat         | 02 ⁄3′ |
| 21.         | Octave        | 02′    |
| 22.         | Superquinte 0 | 01 ⁄3′ |
| 23.         | Mixtur III    | 01′    |

| Pedal |                 |     |
| 24.   | Untersatz       | 32′ |
| 25.   | Principalbass 0 | 16′ |
| 26.   | Subbass         | 16′ |
| 27.   | Violonbass      | 16′ |
| 28.   | Octavbass       | 08′ |
| 29.   | Gedacktbass     | 08′ |
| 30.   | Violoncello     | 08′ |
| 31.   | Choralbaß       | 04′ |
| 32.   | Posaune         | 16′ |

- Koppeln: II/I, I/P

## Glocken
Das Geläut des Bautzener Domes besteht aus fünf Glocken, die auf zwei Stockwerke aufgeteilt sind. Im Gegensatz zu anderen Simultankirchen, gehören hier alle Glocken der Ev.-Luth. Domgemeinde.
| Glocke | Name           | Gussjahr, Gießer                  | Gewicht | Schlagton |
| ------ | -------------- | --------------------------------- | ------- | --------- |
| 1      | Große Glocke   | 1837, Friedrich Gruhl, Kleinwelka | 2784 kg | a0        |
| 2      | Kirchglocke    | 1837, Friedrich Gruhl, Kleinwelka | 1355 kg | cis1      |
| 3      | Abendglocke    | 1837, Friedrich Gruhl, Kleinwelka | 0767 kg | e1        |
| 4      | Oktavglocke    | 1837, Friedrich Gruhl, Kleinwelka | 0306 kg | a1        |
| 5      | Vorläuteglocke | 1837, Friedrich Gruhl, Kleinwelka | 0151 kg | cis2      |

## Pfarrer und Pastoren der Kirche
- Oberpastor Martin Gumprecht 1640 bis 1679

## Trivia
Unter den Einwohnern der Stadt Bautzen besagt eine alte Regel, dass schlechtes Wetter aufzieht, wenn der Dom „orgelt“. Dem liegt zugrunde, dass aufgrund der Bauart des Kirchturms durch stürmischeren Wind ein stetiges Windgeräusch erzeugt wird, das wie ein Heulen klingt und in der Stadt weithin hörbar ist. Da stürmische Winde oftmals zum Beginn von Unwettern auftreten, insbesondere Windböen Vorboten von Gewittern sind, wird das „Orgeln“ des Doms als Vorzeichen gesehen.